# Quay (Oklahoma)
Quay es un área no incorporada dentro de los condados de Pawnee y Payne en el estado de Oklahoma. Su población era de 47 habitantes al año 2000; fue inicialmente incorporado como municipio, perdió el estatuo en julio de 2007. 

## Historia
Originalmente conocida con el nombre de Lawson, en honor al propietario del terreno de la ciudad, Stonewall J. Lawson, se estableció una oficina de correos en ella el 17 de enero de 1894. El descubrimiento de petróleo en las cercanías provocó un aumento drástico de la población, pasando de alrededor de cien habitantes a unos cuatro mil a inicios de la década de 1920. La producción de petróleo disminuyó y la población de la ciudad se redujo a 186 en el censo de 1930.

## Geografía
De acuerdo con el United States Census Bureau tiene un área de 
0,5 km², de los cuales 0,5 km² están cubiertos por tierra y el 0,0 km² están cubiertos por agua. 

## Localidads cercanas
El siguiente diagrama representa las Localidads cercanas en un radio de 16 km de alrededor de Quay. 